# 샨타르스키예 제도

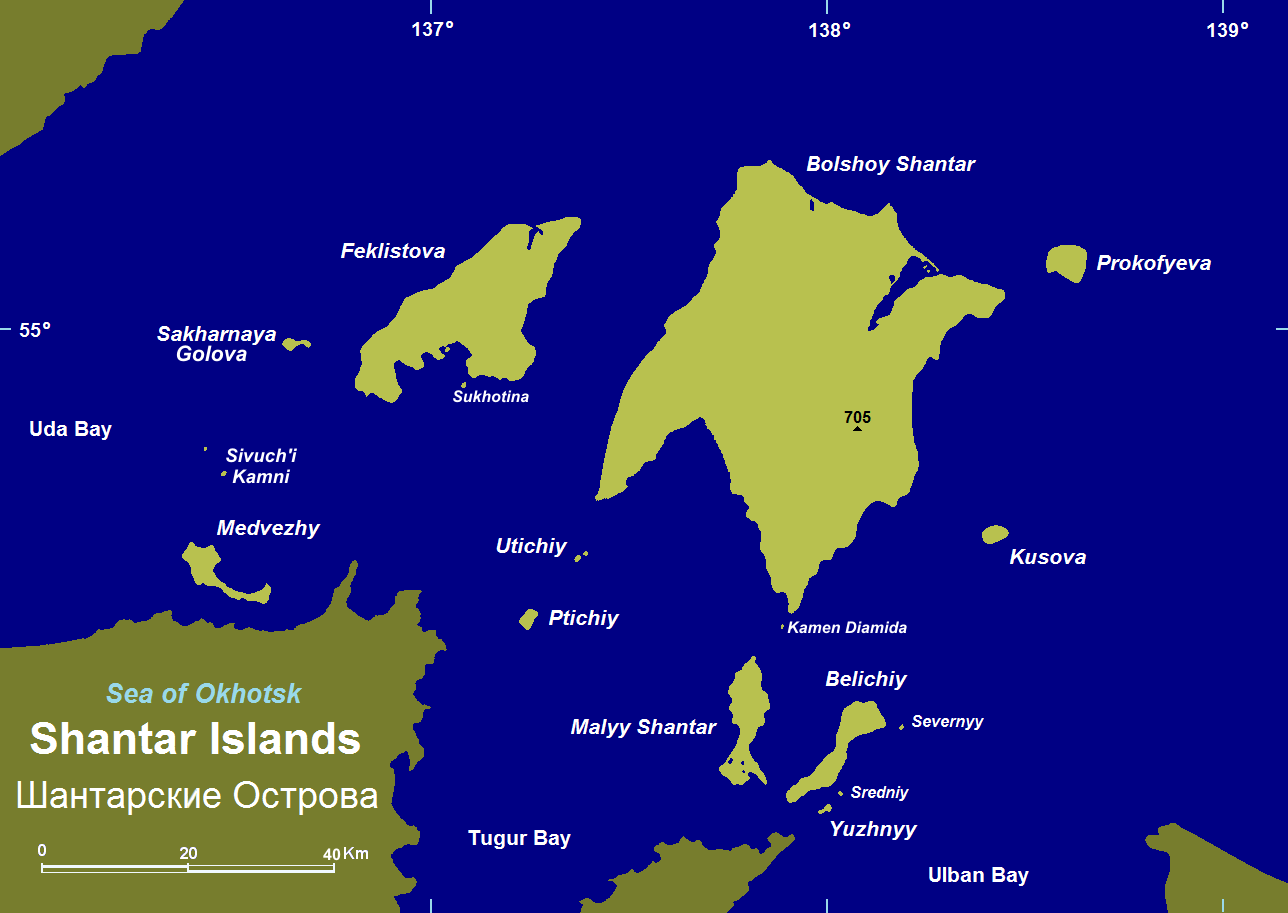

샨타르스키예 제도(러시아어: Шанта́рские острова)는 오호츠크해의 우츠카야만에 위치한 섬으로 투구르스키만(Тугурский залив)과 아카데미만(Залив Академии) 입구에 있다. 샨타르스코예해에 접해 있기도 하다.
섬 개수는 15개이고 면적은 2,500km2이다.
최고점은 720m의 볼쇼이샨타르산이다. 눈잣나무 군락이 위치해 있다.
- 볼쇼이샨타르섬(Большой Шантар)
- 페클리스토바섬(Остров Феклистова)
- 말리샨타르섬(Малый Шантар)
- 벨리치섬(Остров Беличий)

## 같이 보기
- 북극고래